# Marquesado de Zelada de la Fuente
Título nobiliario español concedido a una familia criolla, propietaria de haciendas en los alrededores de Lima y de notoria participación política durante el Virreinato y la Emancipación del Perú.

## La familia Pro
- PRO LEÓN Y MONTEMAYOR, FRANCISCO DE: Nacido en Lima el 2 de agosto de 1650, bautizado en su Catedral el 17 del mes siguiente; primer Marqués de Zelada de la Fuente (1688); se hallaba a la sazón residiendo en Madrid.
- PADRES: El Regidor Perpetuo del cabildo limeño cap. D. Mateo de Pro León, nacido en el lugar de Solís (Corvera, Oviedo); y Da. Ana María de Montemayor, nacida en Lima, bautizada en esta ciudad el 31 de mayo de 1622. Casados en la citada capital del Virreinato peruano el 1 de abril de 1649.
- ABUELOS PATERNOS: D. Juan Rodríguez de León y Miranda, nacido en Tarazona, y D. Leonor de Pro y Solís, nacida en Solís. Ambos pasaron al Perú en 1618.
- ABUELOS MATERNOS: El capitán D. Francisco de Montemayor y Fajardo, nacido en Madrid, bautizado en su parroquia de Santa Cruz el 26 de noviembre de 1568; y Da. Rufina Sánchez de Medrano, nacida en la misma ciudad, bautizada en su parroquia de San Ginés el 26 de mayo de 1586. Casados en la parroquia madrileña ya mentada el 16 de mayo de 1604. Pasaron al Perú en 1609.

## Marqueses de Zelada de la Fuente
- I marqués: Francisco de Pro León y Montemayor. Soltero, le sucedió su hermano
- II marqués: Mateo de Pro León y Montemayor

1. Casado con Rosa de Colmenares y Vega. Le sucedió su hijo:

- III marqués: Mateo de Pro León y Colmenares. Soltero. Le sucedió su hermana:
- IV marquesa: María Rufina de Pro León y Colmenares. Soltera. Le sucedió su primo:
- V marqués: Felipe Urbano de Colmenares y Fernández de Córdoba, segundo hijo del Conde de Polentinos (hermano de la madre de la anterior). Soltero. Le sucedió su sobrino:
- VI marqués: Sebastián de Aliaga y Colmenares (1743-1817)

1. Casado con Mercedes de Santa Cruz y Querejazu, IV Condesa de San Juan de Lurigancho.

El título no fue rehabilitado hasta 1958 por el tatara-tataranieto del VI marqués.
- VII marqués: José Agustín de Aliaga y de la Puente (-1996)

1. Casado en 1960 con Iris María Fernandini Durand, nieta de Eulogio Fernandini de la Quintana.
2. Casado en segundas nupcias con Gladys Helden Levi. Le sucedió su hijo:

- VIII marqués: José Agustín Eulogio de Aliaga Fernandini,,[1] empresario minero.

1. Casado con Michela Ferrarini Cárdenas.

## Nota
1. ↑  Ficha personal en GeneaNet